# Wieruszkorumieniak srebrzystotrzonowy

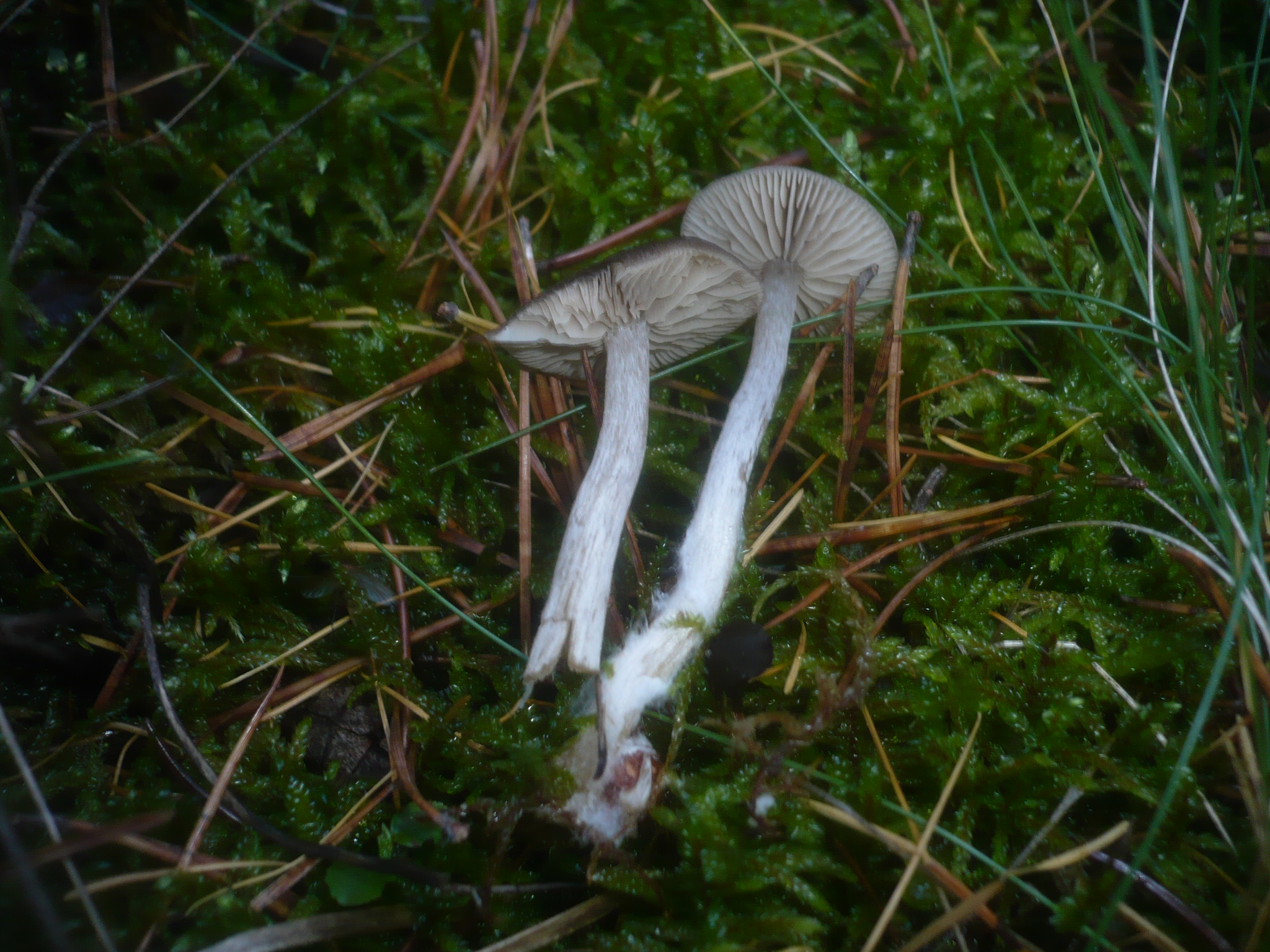

Wieruszkorumieniak srebrzystotrzonowy, dzwonkówka srebrzystotrzonowa (Entocybe turbida (Fr.) T.J. Baroni, V. Hofst. & Largent) – gatunek grzybów z rodziny dzwonkówkowatych (Entolomataceae).

## Systematyka i nazewnictwo
Pozycja w klasyfikacji według Index Fungorum: Entocybe, Entolomataceae, Agaricales, Agaricomycetidae, Agaricomycetes, Agaricomycotina, Basidiomycota, Fungi.
Po raz pierwszy opisał go w 1821 r. Elias Fries, nadając mu nazwę Agaricus turbidus. Obecną nazwę nadali mu T.J. Baroni, David Lee Largent i Valérie Hofstetter w 2011 r. Ma 11 synonimów. Niektóre z nich:
- Entoloma cordae (P. Karst.) Sacc. 1887
- Entoloma turbidum (Fr.) Quél. 1872
- Rhodophyllus cordae (P. Karst.) J.E. Lange 1936
- Rhodophyllus turbidus (Fr.) Quél. 1886

Nazwę zwyczajową zaproponował Władysław Wojewoda w 2003 r. Po przeniesieniu gatunku do rodzaju Entocybe nazwa ta stała się niespójna z nazwą naukową. W 2025 r. Komisja ds. Polskiego Nazewnictwa Grzybów Polskiego Towarzystwa Mykologicznego zarekomendowała nazwę wieruszkorumieniak niebieskawy, która jest spójna z nową nazwą naukową.

## Morfologia
Kapelusz
Średnica 17–60 mm, początkowo stożkowaty lub dzwonkowaty, potem rozszerzający się, stożkowato-wypukły, na koniec płasko-wypukły, zawsze z niskim, szerokim garbkiem. Brzeg u młodych okazów lekko podwinięty. Jest higrofaniczny; w stanie wilgotnym ciemno szarobrązowy lub sepiowy, czasami z lekkim czerwonawym rumieńcem, jaśniejszy na brzegu, półprzezroczyście prążkowany do połowy promienia, lekko lepki, w stanie suchym dużo jaśniejszy do jasno szarobrązowego, na środku ciemniejszy. Powierzchnia na środku nieco filcowata.
Blaszki
W liczbie 28–32 z międzyblaszkami (l = (1–) 3–7), dość gęste, wycięte do prawie wolnych, rzadko wąsko przyrośnięte, brzuchate, początkowo szare, następnie szarobrązowe, w końcu z lekkim różowym odcieniem. Krawędzie równe lub lekko nieregularne, tej samej barwy lub nieco jaśniejsze.
Trzon
Wysokość 2,5–11 cm, grubość 0,3–1,2 cm, cylindryczny, często nieco powyginany z rozszerzoną lub zwężoną podstawą, początkowo pełny, potem pusty. Powierzchnia blado szarobrązowa z gęsto, srebrzystobiale prążkowana, ogólnie biaława, u podstawy często z wyraźnym żółtym odcieniem, szczególnie po zgnieceniu.
Miąższ
Blado szarobrązowy lub żółtobrązowy, jędrny. Zapach słaby, słodkawy, rzadko słabo mączny, smak niewyraźny, czasami nieprzyjemnie zjełczały z gorzkawym posmakiem.
Cechy mikroskopowe
Zarodniki 6,5–8,5 (–9) × 6 (–7,5) 11 µm, Qav = 1,1, bardzo cienkościenne, w zarysie prawie kuliste, wielokątne. Podstawki 25–45 × 8–11 µm, 4-zarodnikowe, ze sprzążkami. Cystyd brak. Skórka kapelusza typu cutis lub ixocutis, zbudowana z promieniście ułożonych, cylindrycznych strzępek o szerokości 2,5–5(–7) µm z łatwo rozpadającymi się ściankami i maczugowatymi elementami końcowymi. Subkutis dobrze rozwinięty, złożony z rozdętych elementów, 26–78 × 8–23 µm. W subkutisie obfity, brązowy, wewnątrzkomórkowy pigment. Sprzążki obfite we wszystkich częściach grzyba.

## Występowanie i siedlisko
W Europie Zachodniej i Północnej jest częsty. W Polsce podano kilka jego stanowisk. Aktualne stanowiska podaje internetowy atlas grzybów. Znajduje się w nim na liście gatunków zagrożonych i wartych objęcia ochroną. Na Czerwonej liście roślin i grzybów Polski ma status gatunku rzadkiego – potencjalnie zagrożonego z powodu ograniczonego zasięgu geograficznego i małych obszarów siedliskowych.
Grzyb naziemny występujący w zaroślach i iglastych lasach wśród mchów i opadłych liści. Owocniki zazwyczaj od sierpnia do października. Występuje na kwaśnym podłożu w wilgotnych, mszystych lasach oraz na torfowiskach.